# Kasteiung

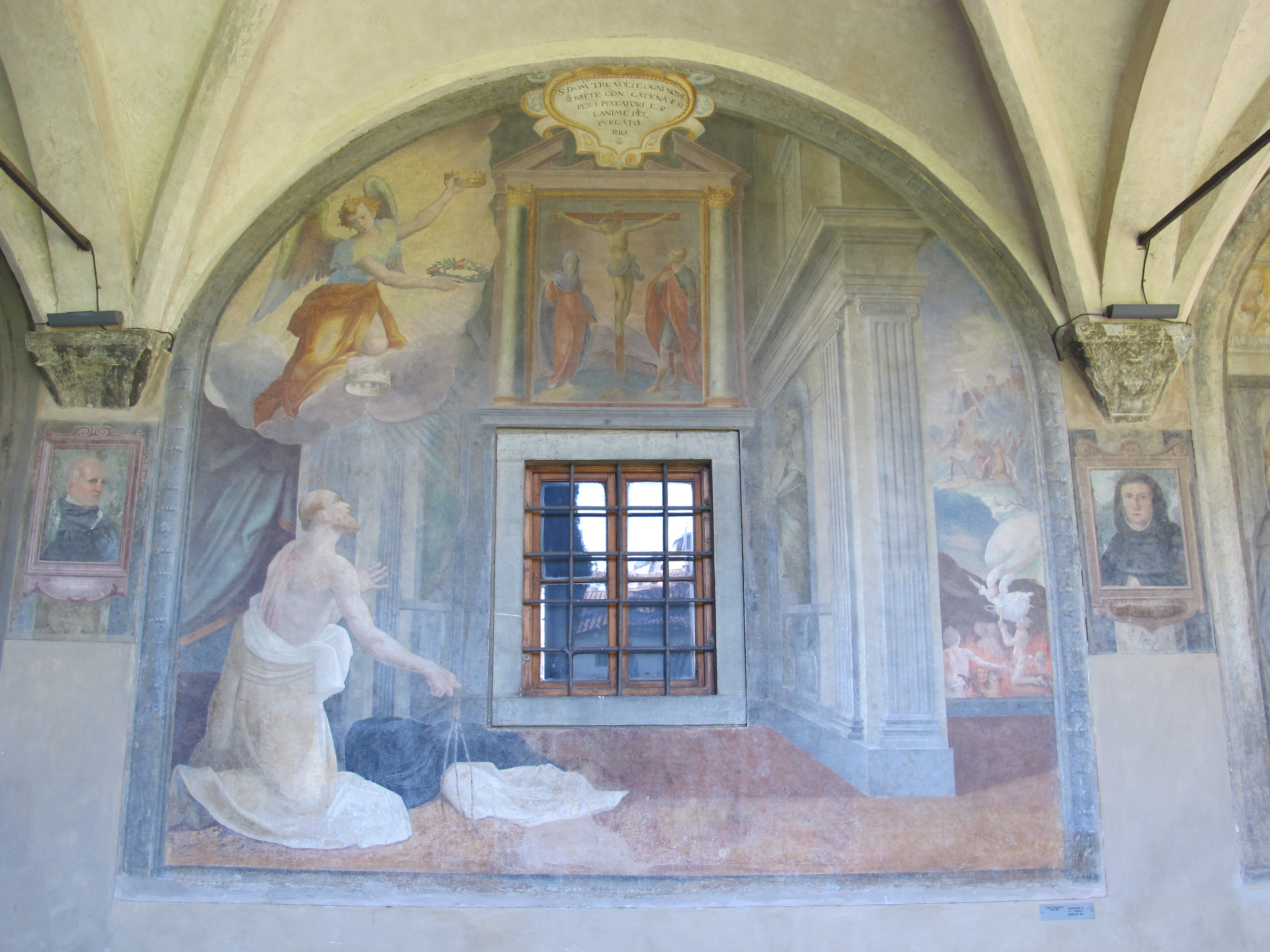
Selbstkasteiung des Hl. Dominik, Fresco, Basilika Santa Maria Novella

Kasteiung oder Selbstkasteiung (von lat. castigatio, ‚Züchtigung‘, das „Kasteien“), im mittelalterlichen Deutsch Kestigung, bezeichnet freiwillige Entbehrungen und Leiden um eines höheren Gutes willen.
Das Wort Kasteiung wurde allerdings in historischen Zusammenhängen durchaus nicht ausschließlich für die selbst durchgeführte religiöse Praxis verwendet. Auch Strafen aus erzieherischen Gründen wurden so bezeichnet. So beschreibt der Beichtvater der Mystikerin Dorothea von Montau (1347–1394), wie sie ihre Kinder „vernünftig und hart“ schlug („sy casteyte sye [ihre Kinder] vornumftlich und hertlich“).
Als eine Form der Askese erscheint Kasteiung, wenn man sie zur Beschränkung oder Abtötung der Triebhaftigkeit oder auch der Sinnlichkeit auf sich nimmt („Abtötung des Fleisches“) mit dem Ziel, innerlich frei zu werden für Höheres. Solche Kasteiung geschieht zum Beispiel durch den Entzug von Nahrung oder Schlaf durch Fasten und nächtliches Gebet oder auch das Tragen von härenen Hemden, Bußgürteln, oder eines Ciliciums.
Für die christliche Religion benennt Dinzelbacher fünf zentrale Formen der Kasteiung: Fasten, Venien (Kniebeugen), Selbstgeisselung, Wachen (Wachbleiben) und sexuelle Enthaltsamkeit.
Zahlreiche Erlebnismystiker und -mystikerinnen des Mittelalters praktizierten harte Formen der Kasteiung. So trug Heinrich Seuse etwa Unterwäsche mit eingearbeiteten Nägeln und stichelte den Namen Jesu auf seine Brust, Adelheid Langmann verwendete zur Selbstverwundung eine Igelhaut, Christina von Retters schließlich verbrannte sich zur Abtötung des Fleisches ihre Scheide. Mechthild von Magdeburg betrieb ihre Selbstgeißelungen wohl 20 Jahre lang sehr ausgiebig: „Ich mußte mich stets in großen Ängsten haben, und während meiner ganzen Jugend mit heftigen Abwehrhieben auf meinen Leib einschlagen; das waren: Seufzen, Weinen, Beichten, Fasten, Wachen, Rutenschläge und immerwährende Anbetung.“
Catharina von Gebsweiler (1250–1330) beschreibt in ihren Lebensbeschreibungen den Klosteralltag: "Einige müheten sich in häufigen Kniebeugungen und schlugen sich selber unter dem Anbeten der Majestät des Herrn. (...) Andere geißelten sich und zerrissen auf’s Heftigste sich an einzelnen Tagen das Fleisch durch Ruthentstreiche, andere mit knotenreichen Riemen, welche zwei oder drei Ausläufer hatten, noch andere aber mit Dornengeißeln."
Kasteiung kann auch eine Art der Buße und Sühne sein. Zuweilen geht es bei solchen Praktiken auch um das Erdulden von Schmerzen. Im öffentlichen Raum wurde solche Kasteiung in besonders spektakulärer Form von den Flagellanten oder Geißlern praktiziert.
Im Christentum kann Kasteiung auch im Sinne der Compassio, des körperlichen Mit- oder Nachvollzugs des Leidens Christi, erfolgen. Die Compassio im vergeistigten Sinn, in der es um das Mitleiden im seelischen Schmerz geht, kann hingegen nicht als Kasteiung verstanden werden.
Auch im heutigen Christentum spielen harte Formen der Kasteiung eine Rolle, beispielsweise in der Organisation Opus Dei. Die sogenannten Numerarier, zölibatär lebende Mitglieder, praktizieren neben anderen Formen der Askese auch das Tragen eines Bußgürtels (Cilicium) für zwei Stunden des Tages und eine wöchentliche Kasteiung im Sinne einer Selbstgeißelung.

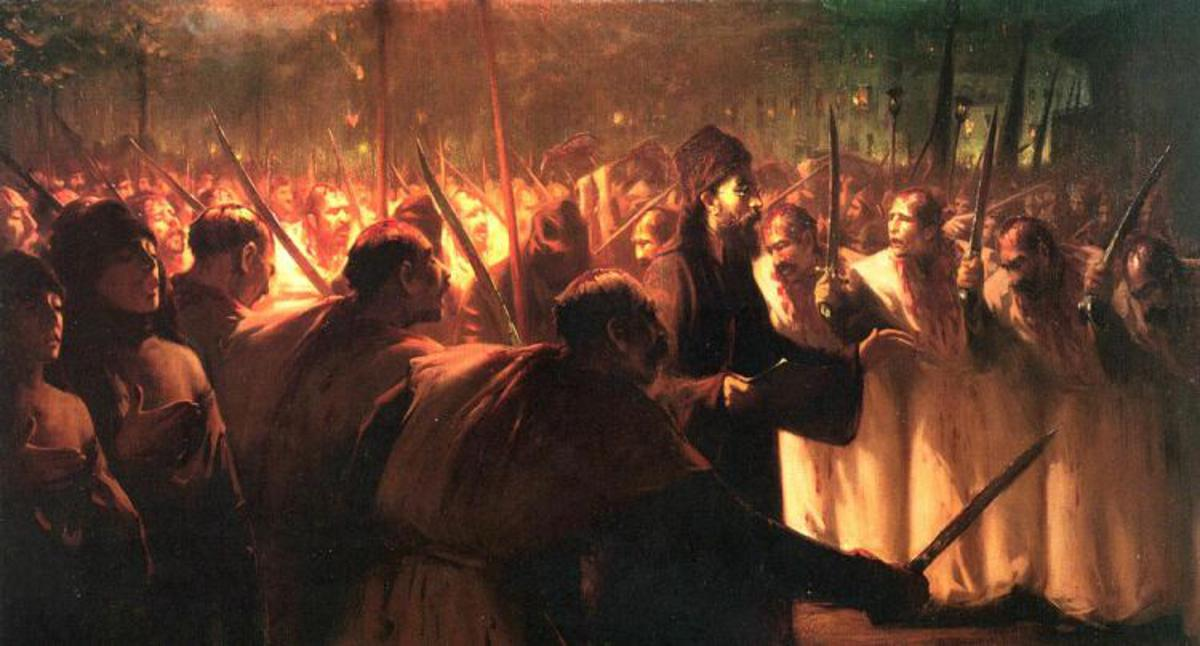
Darstellung von Schiiten, die sich am 10. Muharram selbst geißeln. 1909, İstanbul, gemalt vom osmanischen Hofmaler Fausto Zonaro.

Auch im Hinduismus und im Islam gibt es die Selbstkasteiung. Ein Beispiel bei den Schiiten sind die Trauer- und Bußrituale, arabisch "Tatbir", anlässlich der schiitischen Passionsspiele, insbesondere am Märtyrer-Gedenktag Aschura, die manche Theologen allerdings auch als dem Ansehen der Religion schädlich kritisieren.
Formen der Kasteiung im Sinne der Askese gibt es nahezu in allen Kulturen.